# Styling Garage
Die Styling Garage (auch bekannt als SGS) war ein norddeutscher Fahrzeugbauer und galt in den frühen 1980er Jahren als einer der erfolgreichsten Karosserie-Veredler von Mercedes-Benz- und BMW-Fahrzeugen weltweit. Bekannt war die Firma vor allem für ihre Aufsehen erregenden Flügeltür- und Cabriolet- und Limousinen-Umbauten.

## Unternehmensgeschichte

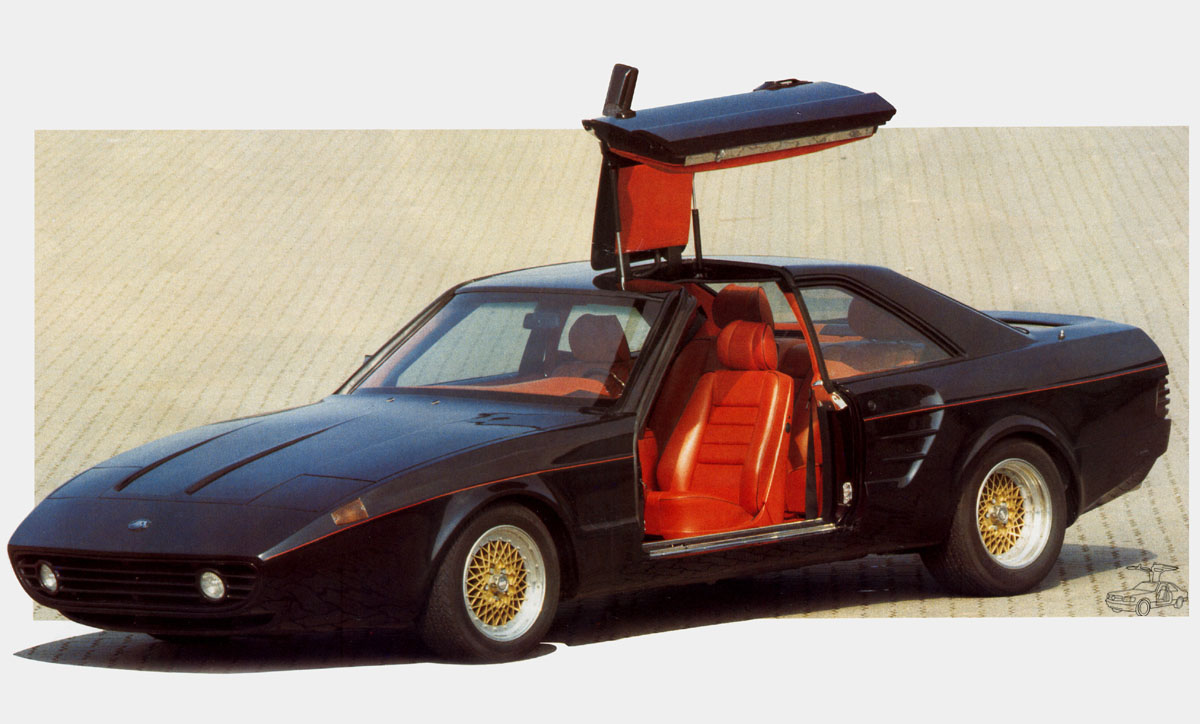
SGS Arrow C1 Gullwing - Mercedes-Benz 500 SEC (C 126)

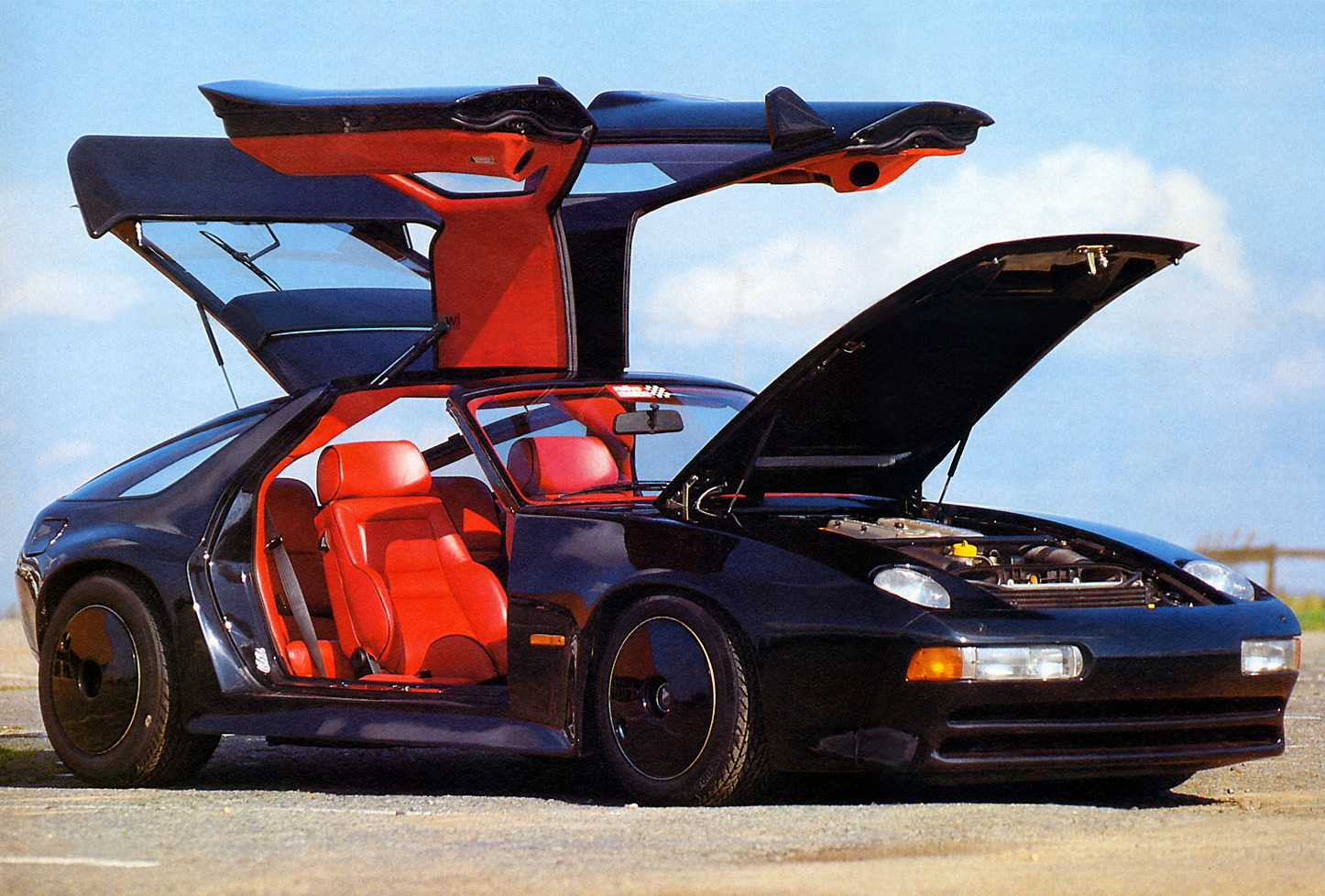
SGS Gullwing - Porsche 928 S4 (1987)

Gründer der Styling Garage waren die Brüder Ralf und Mathias Engel. Nach dem Ausscheiden von Mathias Engel stieg Chris Hahn, ein gelernter Schiffsingenieur und vierfacher Handwerksmeister, in das Unternehmen ein und übernahm den Betrieb 1980 ganz.
Die SGS, die ihren Sitz in Pinneberg hatte, war anfänglich eine Reparaturwerkstatt für Automobile in Hamburg. 1981 begann Hahn damit, im Auftrag einzelner Kunden Mercedes-Benz-Limousinen zu verlängern. Nach dem Auftritt der Styling Garage auf der Frankfurter IAA 1982 wurden internationale Kunden auf die Firma aufmerksam, die in den folgenden Jahren insgesamt mehrere hundert individuell umgearbeitete Fahrzeuge bei der SGS orderten. Die zahlungskräftigen Käufer waren schwerpunktmäßig aus Japan, den USA sowie dem arabischen Raum.
Der bekannteste Auftrag kam aus Abu Dhabi. Anlässlich seiner Hochzeit 1983 bestellte Scheich Hamad bin Hamdan Al Nahyan bei der SGS einen Fahrzeugpark von 36 Mercedes-Benz-Limousinen, darunter sechs S-Klassen der Baureihe 126, die je in einer anderen Regenbogenfarbe lackiert waren. Passend dazu war auch die gesamte Innenausstattung farblich in der Wagenfarbe gehalten. Zudem befanden sich in jedem Kofferraum zwei passend lackierte Kalaschnikows. Zusätzlich ließ er sich bei einem 500 SL Roadster alle Chromteile mit einer Schicht aus 24-karätigem Gold veredeln. Die Autos befinden sich heute im Emirates National Auto Museum.
Die Styling Garage wuchs schnell. In den Jahren 1984 und 1985 beschäftigte Hahn in seinem Unternehmen, das zwischenzeitlich größere Werkshallen in der Stadt Schenefeld bezogen hatte, bis zu 100 Mitarbeiter. Um das gestiegene Auftragsvolumen bedienen zu können, wurden zeitweise externe Subunternehmer mit Karosserieumbauten beauftragt, unter anderem Wille Karosseriebau KG im niedersächsischen Seevetal sowie die Firma Thiele Karosseriefabrik KG in Bremen.
Zu den internationalen Kunden der SGS zählten neben dem Sultan von Brunei und König Fahd ibn Abd al-Aziz Al Saud auch Michael Jackson und Frank Sinatra, ebenso wie Siegfried und Roy, Sylvester Stallone, Papst Johannes Paul II und viele mehr.
1986 machte der Ölpreiseinbruch sowie die gezielte Entwertung des Dollars in Folge des sogenannten Plaza-Abkommens Autoexporte unrentabel und führte die Styling Garage schließlich in den Konkurs. Auch andere renommierte Unternehmer der Branche wie z. B. Rainer Buchmann ("bb") aus Frankfurt, Erich Bitter (Bitter-Automobile) oder Gemballa mussten schließen.
Bereits 1987 gründete Chris Hahn unter der Muttergesellschaft Design + Technik GmbH ein neues Unternehmen unter dem Namen Styling Garage Spezial-Karosserien GmbH. Die Firma entwickelte sich zu einem Entwicklungsbüro für diverse andere Tuning-Unternehmen und Hersteller wie z. B. VW, Peugeot, Toyota, Honda, AC Cars, Alfa Romeo und Karmann. Erst 2007 wurden die letzten Aktivitäten des mittlerweile in Sachsen angesiedelten Unternehmens eingestellt.
2018 gründete Chris Hahn in Rellingen erneut eine Firma unter dem Namen SGS Styling Garage Service UG. Das kleine Unternehmen hat sich auf die Restauration von Mercedes-Benz-Modellen der 80er Jahre (W 126 / W 124) sowie ehemalige Fahrzeuge der Styling Garage spezialisiert. Auf Kundenwunsch werden vereinzelt auch wieder neue Projekte entwickelt und gebaut.

## Modellpalette

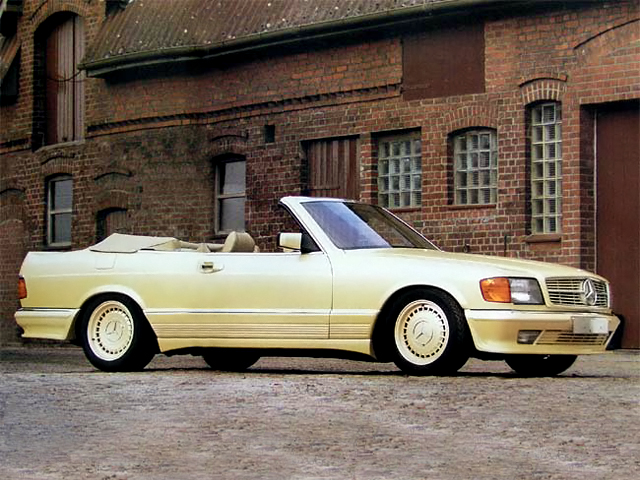
SGS Marbella Cabriolet - Mercedes-Benz 500 SEC (C 126)

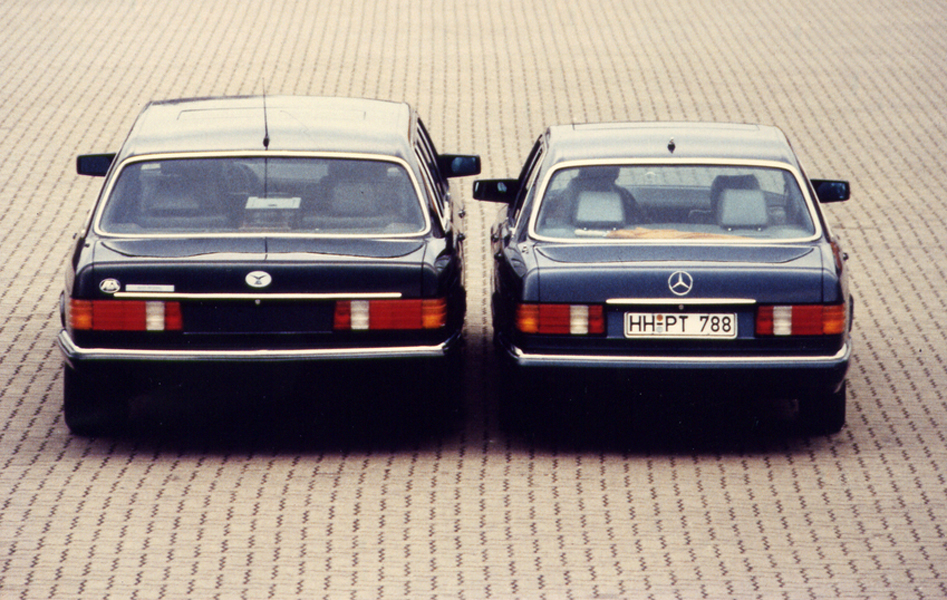
600-SGS-Royal und regulärer W 126 im Vergleich

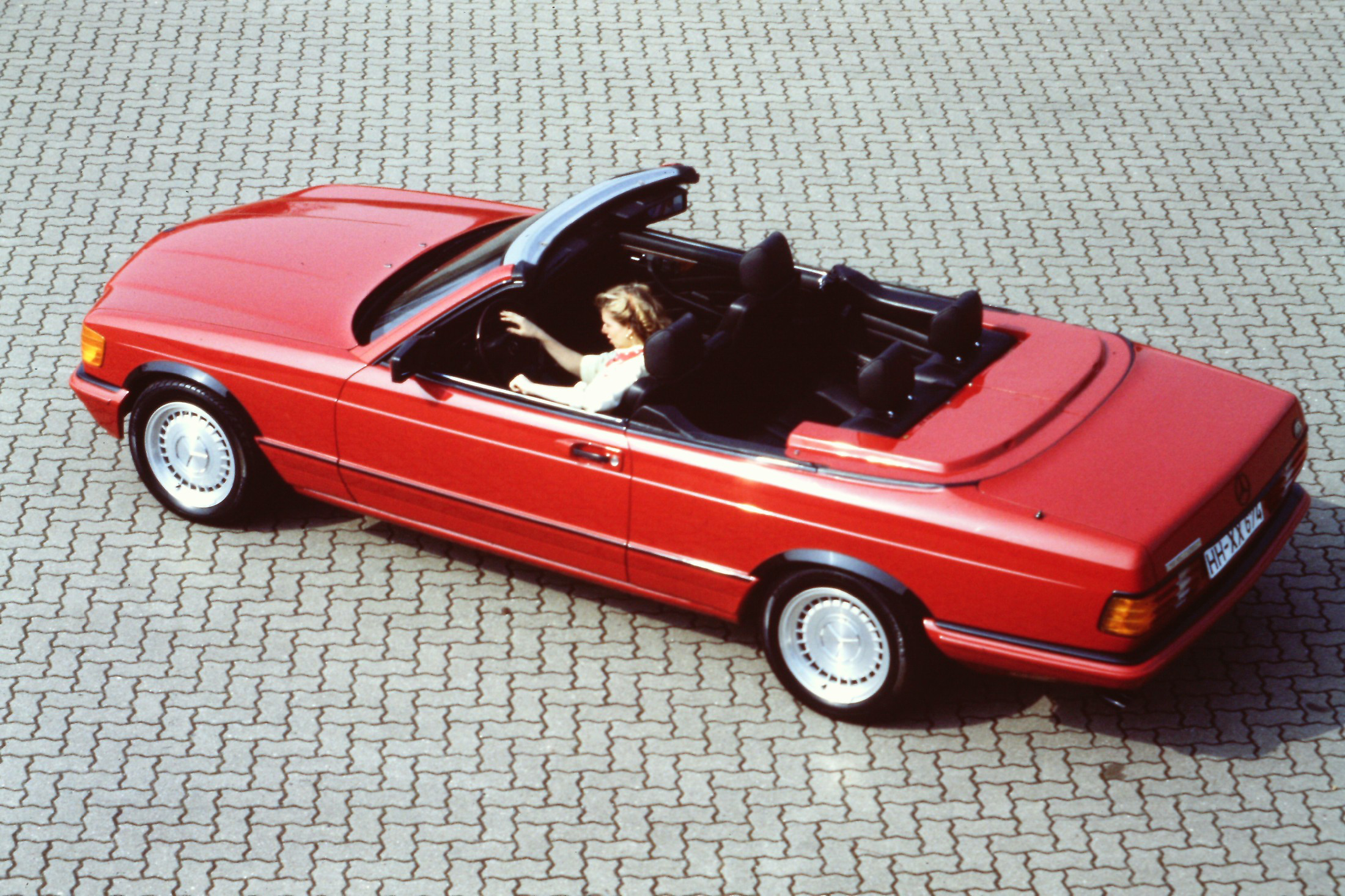
SGS 500 Cabrio (C 126) 1985

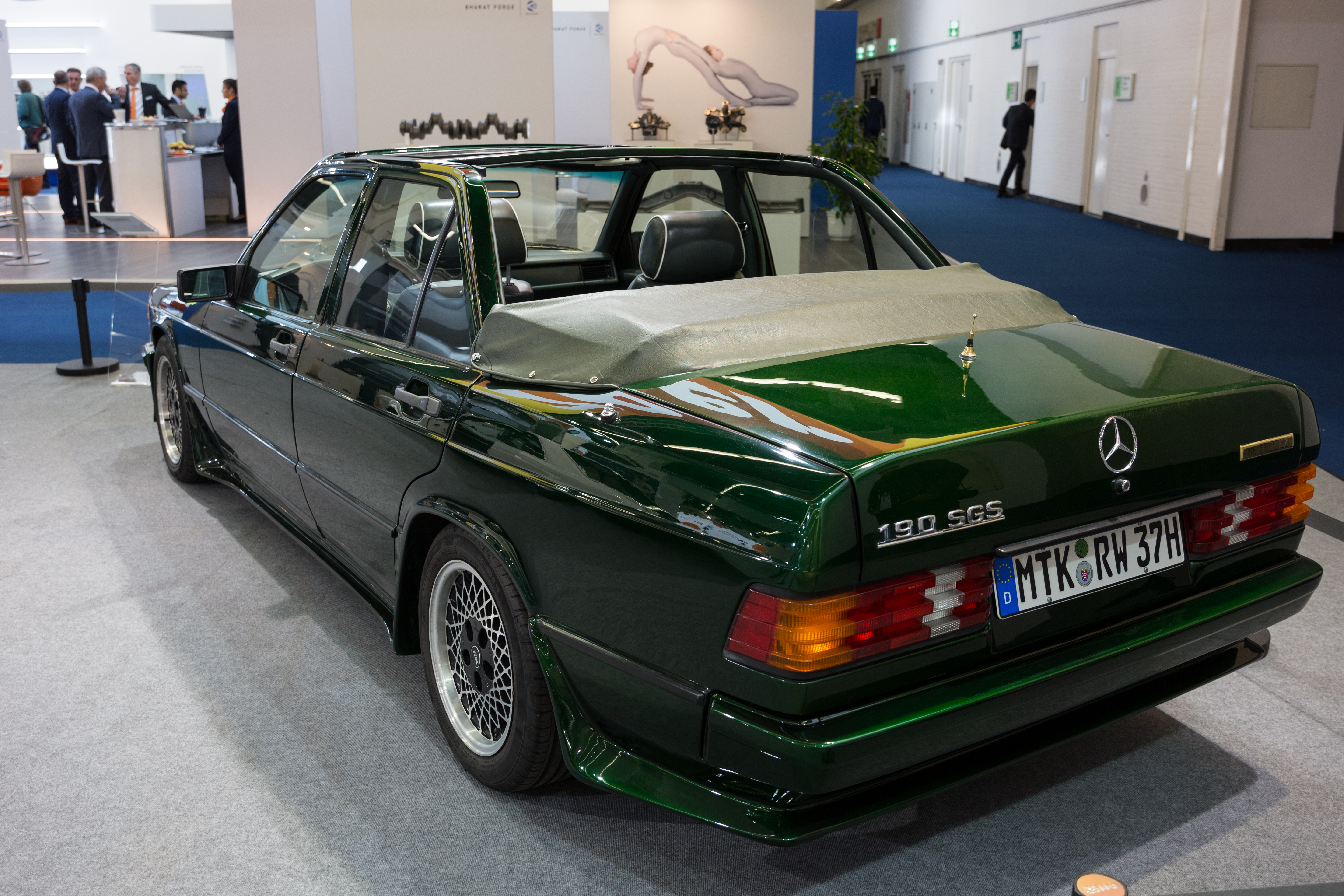
SGS 190 St.Tropez

Die SGS war kein Tuning-Unternehmen im klassischen Sinne.  Bei den Umbauten beschränkte sich die Firma auf die Modifikation von Fahrwerk, Chassis, Karosserie und Innenraum. Technische Veränderungen von Motor und Getriebe wurden nicht vorgenommen. Dank der originalen Technik blieben die modifizierten Autos vergleichsweise servicefreundlich und ließen sich von Vertragspartnern problemlos warten.
- Die Styling Garage bot exklusive Versionen der gesamten Mercedes-Benz Palette an, bekannt wurde sie jedoch vor allem für den 1000 SGS. Hierbei handelte sich um spezielle Sonderanfertigungen, die auf dem Mercedes-Benz 500 SEL (W 126) basierten. Der Name geht auf einen Käufer zurück, der behauptete, sein modifizierter 500 SEL sei "mindestens doppelt so gut wie der 500 SEL, der als Basis gedient hatte".[15] Nachdem Daimler-Benz mit einer Klage gedroht hatte, wurde der Name in 1000 SGS geändert.[16] Die Styling Garage bot dabei eine breite Palette von Karosserieveränderungen und modifizierter Innenausstattung an. Bei Bestellung eines 1000 SGS konnte sich der Käufer seinen Wagen aus verschiedenen Optionen zusammenstellen. Den individuellen Kundenwünschen waren dabei keine Grenzen gesetzt.[16]
- 1982 machte die Styling-Garage Schlagzeilen, als sie eine mit Flügeltüren ausgestattete Version des Mercedes-Benz 500 SEC mit dem Namen SGS Gullwing entwickelte. Um die schweren Flügeltüren zu ermöglichen und das Dach entsprechend abzustützen, mussten tiefgreifende Veränderungen an der Karosserie vorgenommen werden. Die aufwendigen Maßnahmen ermöglichten es, mit geöffneten Türen zu fahren.[17] 1985 entsprach der Preis des Umbaus in etwa den Kosten des Autos selbst.[18] Ausgestattet mit allen Extras lagen die Anschaffungskosten eines SGS Gullwing bei 200.000 D-Mark (ca. 102.000 Euro).[3] Insgesamt wurden 57 Flügeltürer dieser Art gebaut.[18] Außer in den Nahen Osten wurden auch mehrere Wagen in die USA verkauft, unter anderem an den Komiker Eddie Murphy. In Deutschland sind heute drei Exemplare bekannt.[14]
- Nach zweijähriger Entwicklungs- und Bauzeit präsentierte die Styling Garage auf dem Genfer Auto-Salon von 1985 den 600-SGS-Royal. Als Basis diente die Mercedes-Benz-Limousine W 126, die nicht nur um 60 cm verlängert, sondern auch um 25 cm in der Breite und 5 cm in der Höhe proportional vergrößert wurde.[19] Insgesamt kam der 600-SGS-Royal damit auf eine Länge von 5,60 Metern und eine Breite von 2,07 Metern. Front- und Heckscheibe mussten eigens neu gegossen sowie der Kühlergrill handgeschmiedet werden. Zur Innenausstattung gehörten neben einem Kühlschrank mit Bar ein Fernseher mit Videorecorder sowie eine zweite Klimaanlage im Fond. Die Styling Garage bot dabei verschiedene Ausführungen in unterschiedlichen Längen an. Je nach Kundenwunsch war der SGS-Royal als Viertürer, Sechstürer oder Mitteltürer erhältlich mit vier bis zu sechs Sitzen.[20] Zudem war der Wagen mit Panzerverglasung erhältlich. Es wurden insgesamt sechs Exemplare gebaut, von denen der Sultan von Brunei drei kaufte.
- Neben dem SGS-Royal stellte die Styling Garage 1985 in Genf den SGS Arrow C1 vor, einen vom Mercedes-Benz C 111 inspirierten Flügeltürer. Basierend auf dem C 126 SGS Gullwing erhielt der Arrow C1 eine aus Original-Formen nachgebildete Schnauze des Mercedes-Benz C 111, Klappscheinwerfern sowie ein neues Heck.[21] Der zugrundeliegende Mercedes 500 SEC war kaum noch zu erkennen. Es wurden weniger als 10 Exemplare SGS Arrow C1 gebaut, mindestens einer dabei ohne Flügeltüren.[22]
- Neben Flügeltür-Umbauten ist die Styling Garage für ihre Cabrio-Umbauten berühmt. Die Firma entwickelte den SGS Marbella, eine Cabrioversion des Mercedes 500 SEC der Baureihe C 126. Der SGS Marbella wurde über 300 Mal gebaut und weltweit exportiert.[23] Neben den Umbauten auf Basis des C 126 entwickelte die SGS auch Cabrio-Versionen des Ferrari Testarossa (SGS Saint Tropez) sowie des BMW 850i (SGS Monte Carlo).[17] Die Firma Revell brachte Modellbausätze des SGS Monte Carlo[24] sowie des SEC Mabella Cabrio im Maßstab 1:24 heraus.[25]
- Das SGS-Cabrio Biarritz feierte 1985 auf der IAA in Frankfurt seine Premiere. Zu einem Zeitpunkt, als es noch kein entsprechendes Coupé der Baureihe von Mercedes-Benz gab, hatte die Styling Garage ein zweitüriges Cabriolet mit einem elektrohydraulisch betätigtem Stoffverdeck auf Basis des viertürigen Mercedes W 124 entwickelt.[26] Erst 1987 brachte Mercedes-Benz mit dem C 124 ein eigenes Coupé auf den Markt. 1991 folgte als A 124 das Cabriolet vom Werk, dessen Verdeckmechanismus fast identisch mit dem des SGS Biarritz war. Insgesamt produzierte die Styling Garage über 70 Cabriolets vom Typ Biarritz.
- Unter der Bezeichnung 190 SGS St.Tropez bot SGS sogenannte Cabriolimousinen auf Basis der W 201 Baureihe - auch bekannt als „Baby-Benz“ - an. Bei diesen Fahrzeugen wurde das Blechdach vorne durch ein hochstellbares oder komplett herausnehmbares Targa-Dach aus Kunststoff ersetzt. Das hintere Dachteil mit dem Heckfenster bestand aus einem aufrollbaren Stoffdach mit einem Kunststofffenster. Wenn man offen fahren wollte, konnte das vordere Dachteil in einer speziellen Schiene gesichert im Kofferraum verstaut werden. Es entstanden ca. 45 Cabriolimousinen 190 SGS St.Tropez.

## Beziehungen zu Daimler-Benz

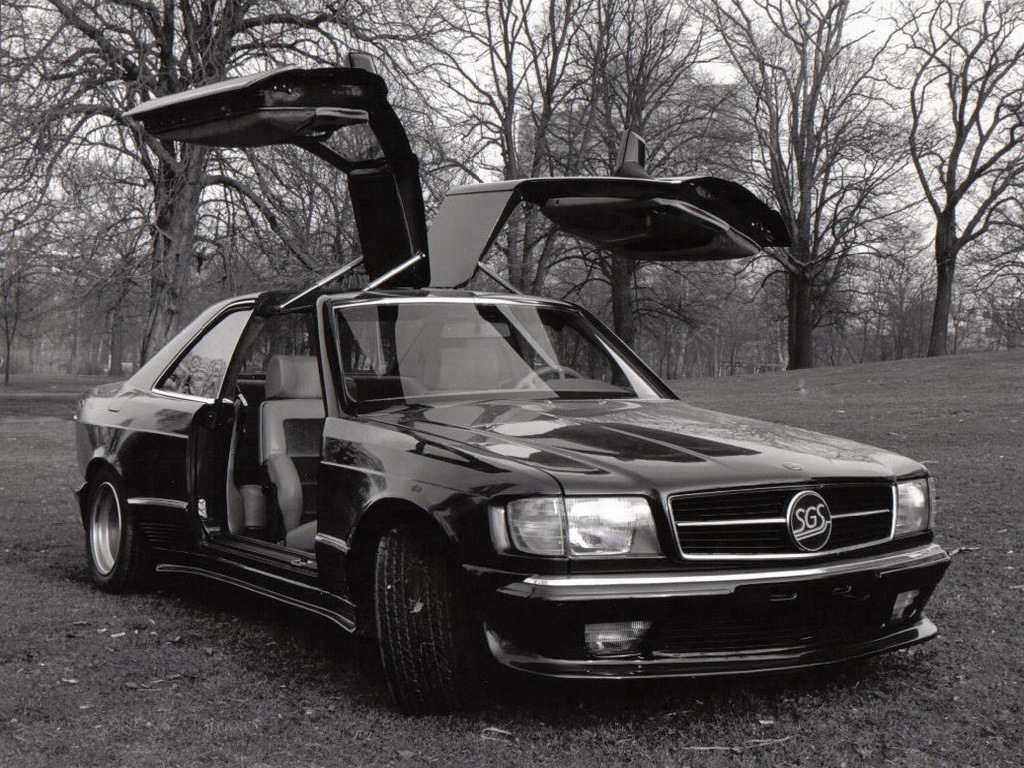
SGS 500 SEC Gullwing (C 126)

Daimler-Benz distanzierte sich anfänglich von den Umbauten der Styling Garage und untersagte dem Unternehmen die Verwendung des Mercedes-Sterns, da dem Hersteller die Veränderungen im Vergleich zum Serienprodukt zu groß waren. Peter J. Viererbl, Pressesprecher bei Daimler-Benz, äußerte sich dazu 1982 folgendermaßen: „Wir wollen nicht, dass der Kunde glaubt, Daimler-Benz halte die Hand über den Bau der Lang-Limousinen. Wir kennen die Wagen nicht näher und sind deshalb auch nicht dafür verantwortlich, wenn sich Probleme ergeben. (Die Veredelung) zeigt aber, dass unsere Basis gut ist.“ Die SGS galt daraufhin als Hersteller der Autos und bekam beim Kraftfahrt-Bundesamtes (KBA) eine eigene Herstellernummer. Der Mercedes-Stern wurde von der SGS dennoch im Handschuhfach mitgeliefert und konnte vom Kunden selbst wieder angebracht werden.